# Claudinei Junio de Souza
Claudinei Junio de Souza (Sete Lagoas, 1988. október 8. –), egyszerűen Claudinei, brazil labdarúgó, az Avaí középpályása.